# ミステリアス・トラヴェラー
『ミステリアス・トラヴェラー』（Mysterious Traveller、直訳は「謎の旅行者、不可思議な旅人」）は、1974年に発表されたアメリカ合衆国のエレクトリック・ジャズ・バンド「ウェザー・リポート」の４枚目のオリジナル・アルバム。ミロスラフ・ヴィトウスが参加した最後のアルバムである。
本作は、1974年のアメリカの音楽雑誌『ダウン・ビート』の読者投票で「アルバム・オブ・ザ・イヤー」を獲得している。これは、このバンドにとって2度目の総合部門での受賞作となった。

## 概要
このアルバムを「ウェザー・リポートが『エレクトリックベースを縦横に用いて、ファンク、リズム・アンド・ブルースのノリ、そしてロックの要素を取り入れた最初のアルバム』であり、このミックスされた要素が後にこのバンドの醍醐味となった」と考えることもできる。
本作では、曲の構成が一層厳密に組み立てられており、最初の3枚のアルバムで用いられた「より自由な空間のある即興演奏」にかわって「しっかりと作られた曲」が演奏に用いられている。このバンドのアルバムの中で、作曲面で本作が最も優れた成果を上げているとする意見もある。
今回新しく加わったメンバーはドラマーのイシュマエル・ウィルバーン (Ishmael Wilburn)である。前作『スウィートナイター』の発表後、本作の発表まで、ツアー・ドラマーとして、元スライ&ザ・ファミリー・ストーンのグレッグ・エリコが同行していたが、彼はバンドのレギュラー・メンバーになる要請を辞退している。
なお、本作でグループを脱退するミロスラフ・ヴィトウスの後任にはアルフォンソ・ジョンソンが就くことになった。

## 収録曲
| #  | タイトル                                                | 作詞 | 作曲                             | 時間  |
| -- | ------------------------------------------------------- | ---- | -------------------------------- | ----- |
| 1. | 「ヌビアン・サンダンス - "Nubian Sundance"」            |      | ザヴィヌル                       | 10:40 |
| 2. | 「アメリカン・タンゴ - "American Tango"」               |      | ザヴィヌル/ヴィトウス            | 3:40  |
| 3. | 「キューカンバ・スランバ - "Cucumber Slumber"」         |      | ザヴィヌル/ジョンソン            | 8:22  |
| 4. | 「ミステリアス・トラヴェラー - "Mysterious Traveller"」 |      | ショーター                       | 7:21  |
| 5. | 「ブラックソーン・ローズ - "Blackthorn Rose"」          |      | ショーター                       | 5:03  |
| 6. | 「スカーレット・ウーマン - "Scarlet Woman"」            |      | ジョンソン/ショーター/ザヴィヌル | 5:46  |
| 7. | 「ジャングル・ブック - "Jungle Book"」                  |      | ザヴィヌル                       | 7:25  |

## パーソネル
- ウェイン・ショーター (Wayne Shorter) - テナーサックス、ソプラノサックス
- ジョー・ザヴィヌル (Joe Zawinul) - エレクトリックピアノ、アコースティックピアノ、アープ2600・シンセサイザー、ギター、カリンバ、オルガン
- ミロスラフ・ヴィトウス (Miroslav Vitous) - アップライトベース ※2曲目のみ
- アルフォンソ・ジョンソン (Alphonso Johnson) - ベース
- イシュマエル・ウィルバーン (Ishmael Wilburn) - ドラム
- スキップ・ハデン (Skip Hadden) - ドラム ※1、4曲目のみ
- ドン・ウン・ロマン (Dom Um Romão) - パーカッション、ドラム

### ゲスト・ミュージシャン
- レイ・バレット (Ray Barretto) - パーカッション ※3曲目
- ムルガ・ブーカー (Muruga Booker) - パーカッション ※1曲目
- スティーヴ・リトル (Steve Little) - ティンパニ ※6曲目
- ドン・アシュワース (Don Ashworth) - オカリナ、管楽器 ※7曲目
- イサコフ (Isacoff) - タブラ、フィンガーシンバル ※7曲目
- エドナ・ライト (Edna Wright) - ボーカル ※1曲目
- マーティ・マッコール (Marti McCall) - ボーカル ※1曲目
- ジェシカ・スミス (Jessica Smith) - ボーカル ※1曲目
- ジェイムズ・ギルストラップ (James Gilstrap) - ボーカル ※1曲目
- ビリー・バーナム (Billie Barnum) - ボーカル ※1曲目